# Bramberg (Ebern)
Bramberg ist ein Gemeindeteil der Stadt Ebern im unterfränkischen Landkreis Haßberge in Bayern.

## Geografie
Das Kirchdorf liegt im östlichen Teil des Landkreises in einer Talmulde, die vom Sulzenbach, der bei Bramberg in den Albersdorfer Mühlbach mündet, durchflossen wird. Etwa zwei Kilometer nordwestlich von dem Dorf liegt der gleichnamige, rund 500 Meter hohe Bramberg mit einer Burgruine. Die Staatsstraße 2278 von Königsberg in Bayern nach Ebern und die Kreisstraßen HAS 60 nach Hohnhausen sowie HAS 48 nach Kraisdorf führen an dem Ort vorbei.
Der Dorffriedhof befindet sich etwa eineinhalb Kilometer nordwestlich vom Ort am Fuß des Brambergs. Es war der Kirchfriedhof der alten Magdalenenkapelle des ehemaligen Dorfes Vorberg.

## Geschichte
Der Ort wurde vermutlich nach der althochdeutschen Pflanze bräma (Brombeerstrauch) benannt, weil die sich am Bramberg mit seiner Basaltkuppe als weniger anspruchsvolle Pflanze angesiedelt hatte.
1108 wurde Bramberg erstmals indirekt mit dem Zeugen „Heriman de bramberch“ in einer Urkunde des „Wolframmus de abenpere“ genannt. 1244 übergab Ludwig von Raueneck dem Bischof von Würzburg ein Lehen in Altenbramberg. 1365 verpfändete das Hochstift Würzburg Bramberg an Gerlach von Hohenlohe.
1862 wurde die Landgemeinde Bramberg in das neu geschaffene bayerische Bezirksamt Ebern eingegliedert. Die Landgemeinde bestand aus zwei Orten, dem Kirchdorf und der 2,5 Kilometer entfernten Einöde Brambergermühle. Sie zählte im Jahr 1871 178 Einwohner, die alle katholisch waren, und 36 Wohngebäude. Bramberg gehörte zum Sprengel der 2,0 Kilometer entfernten katholischen Pfarrei Jesserndorf. Eine katholische Bekenntnisschule stand im Ort. 1900 hatte die 325,83 Hektar große Gemeinde 178 Einwohner und 37 Wohngebäude. und 1925 lebten in Bramberg 192 Personen, von denen 186 katholisch waren, in 33 Wohngebäuden.
Am 11. April 1945 wurden durch einen Angriff der amerikanischen Luftwaffe 6 Wohnhäuser, 16 Scheunen und 10 Ställe zerstört und ein Einwohner getötet. Insgesamt 17 Einwohner verloren im Zweiten Weltkrieg ihr Leben.
1950 hatte das Kirchdorf 217 Einwohner und 29 Wohngebäude. Es gehörte zu den katholischen und evangelischen Pfarrgemeinden in Jesserndorf. Im Jahr 1961 zählte Bramberg 189 Einwohner und 35 Wohngebäude. 1970 waren es 168 und 1987 197 Einwohner sowie 54 Wohngebäude mit 67 Wohnungen.
Am 1. Juli 1972 folgte im Rahmen der Gebietsreform die Auflösung des Landkreises Ebern und Bramberg kam zum Haßberg-Kreis. Zweieinhalb Jahre später, am 1. Januar 1975, war die Eingemeindung nach Ebern.
Bramberg war ehemals ein Luftkurort. 1970 wurde der Bramberger Motorsport-Club gegründet, der in Bramberg auf einer eigenen Rennstrecke Motocross-Wettkämpfe veranstaltet.

## Baudenkmäler

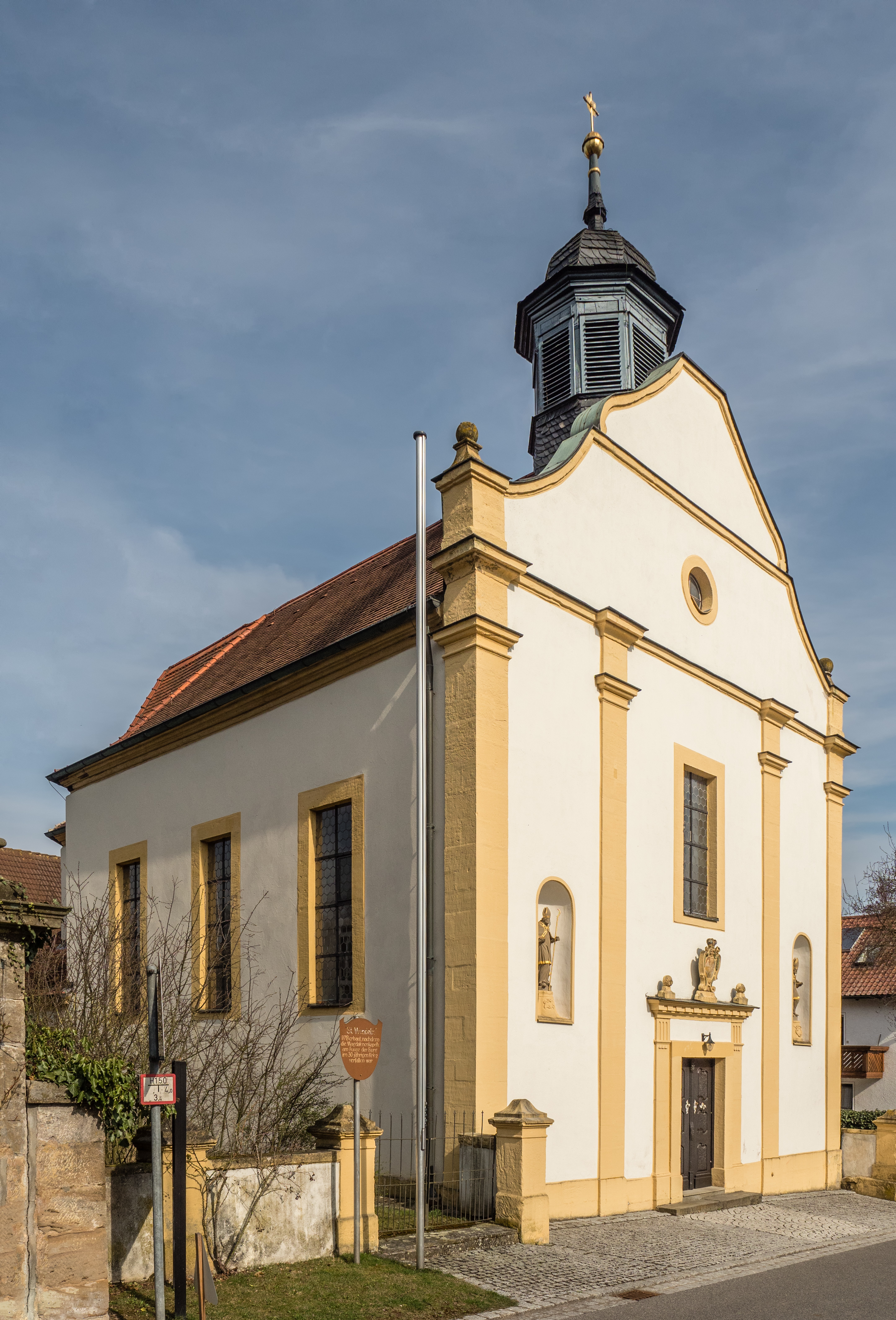
Katholische Filialkirche St. Wendelin

Die katholische Filialkirche St. Wendelin wurde 1778 errichtet, nachdem die Magdalenenkapelle in Vorberg im Dreißigjährigen Krieg verfallen war. Es ist ein Saalbau mit einer Giebelfassade und einem eingezogenen Chor. Die Fassade schmücken Werksteingliederungen in Sandstein. Den oberen Abschluss bildet ein Satteldach mit einem Dachreiter und welscher Haube. Die Orgel ist ein Werk des Orgelbaumeisters Michael Weise von 1940. Sie hat sechs Register auf einem Manual und Pedal.
In der Bayerischen Denkmalliste sind insgesamt elf Baudenkmäler aufgeführt.